# لوسي هود
لوسي هود (بالإنجليزية: Lucy Hood)‏ هي كبيرة الإداريين التنفيذيين أمريكية، ولدت في 1957، وتوفيت في 2 أبريل 2014 في لوس أنجلوس في الولايات المتحدة بسبب سرطان.

## وصلات خارجية
- لوسي هود على موقع IMDb (الإنجليزية)